# 搖滾天堂
《搖滾天堂》是史蒂芬·金所著的短篇小說，最先刊登在於1992年《休克搖滾》雜誌 上，1993年，史蒂芬將故事收錄在短篇小說集《惡夢工廠》內。2006年，特納電視網將其改編成電視影集，收錄在惡夢工廠中。

## 故事簡介
克拉克和瑪莉兩夫妻自駕出外旅遊，結果迷路了，克拉克一直亂走到一個叫做搖滾天堂。兩人下車到鎮裡的餐廳休息，在餐廳內，瑪莉發覺大部分的鎮民都是已故的搖滾歌星，他們頓時感到十分害怕，打算駕車離開，只是離開的道路已經被一輛校巴阻攔，兩人被迫滯留在鎮內，不斷被已故歌星的搖滾樂折磨。